# René Metge

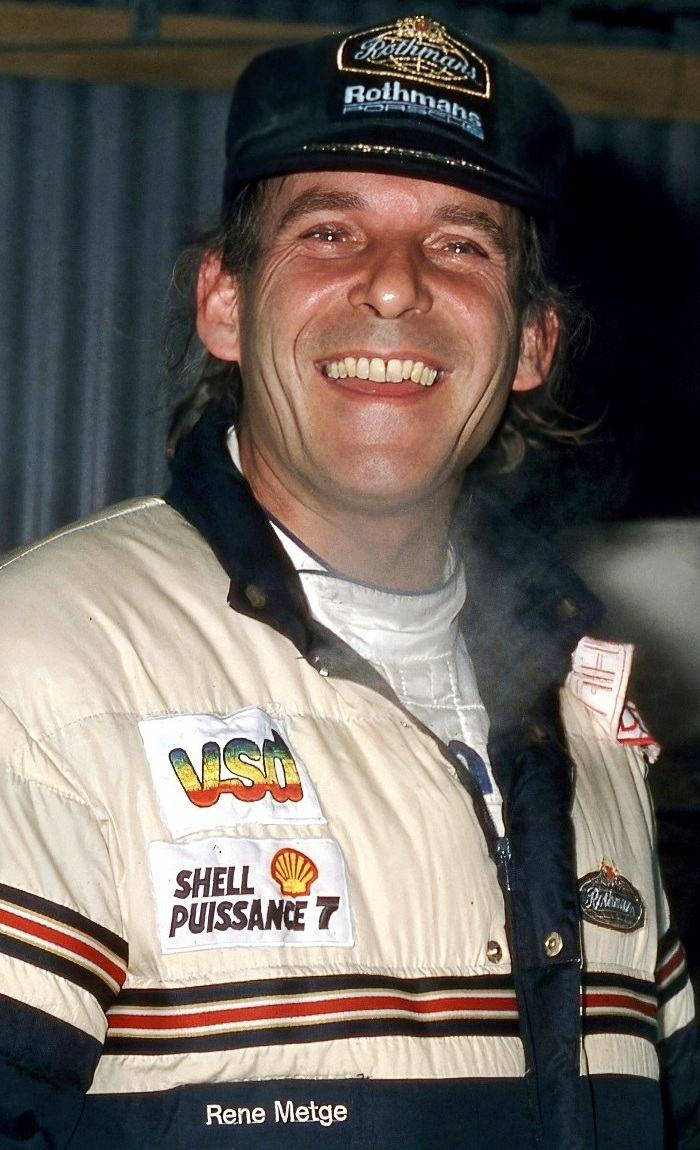
René Metge in 1985

René Metge (Montrouge, 23 oktober 1941 – 3 januari 2024) was een Frans rallyrijder en rallyorganisator.
Hij wist Parijs-Dakar drie keer te winnen, in 1981, 1984 en 1986.
- Drievoudig deelnemer aan de 24 uur van Spa-Francorchamps (met Julien Vernaeve)
- Zesvoudig deelnemer aan de 24 uur van Le Mans, winnaar in de IMSA-categorie in 1986
- Kampioen 24 uur van Le Mans in 1983 voor vans
- Drievoudig Frans kampioen en tweevoudig Frans vicekampioen in Supertourisme
- Kampioen Porsche 944 turbo Cup in 1987

## Organisator
- Tweemaal de Dakar-rally (in 1987 en 1988)
- Twee rally's Parijs - Moskou - Peking (in 1992 en 1995)
- De eerste "Snow Bike Raid" in Canada, genaamd de Harricana
- Zeven Master Rally's
- Drie Orient Rally's
- De Transorientale Rally St. Petersburg - Astana - Peking in 2008

## Privéleven
Metge was bevriend met Coluche en trouwde met diens zuster. Hij overleed in 2024 op 82-jarige leeftijd.